# Victor Bolt
Victor Gomes Lemos, meglio noto come Victor Bolt (Rio de Janeiro, 14 aprile 1987), è un calciatore brasiliano, centrocampista svincolato.

## Carriera
Ha giocato 7 partite nella massima serie brasiliana e 74 partite nella seconda divisione brasiliana.